# William Ellis (missionnaire)
Pour les articles homonymes, voir William Ellis (homonymie) et Ellis.
William Ellis, né le 24 août 1794 à Londres et mort dans la même ville le 9 juin 1872, est un missionnaire protestant, explorateur, ethnographe et photographe britannique. Il est membre de la London Missionary Society, pour laquelle il accomplit sa mission à Tahiti, Hawaii avant de partir à Madagascar.
Envoyé dans le Pacifique, il s'illustre par ses talents linguistiques et administratifs. Il joue un rôle clé dans la consolidation des missions à Tahiti, Moorea et Hawaï, et aide à fixer les langues tahitienne et hawaïenne à l'écrit. Ses écrits ethnographiques et géographiques, tels que Polynesian Researches, offrent une vision détaillée des cultures et des sociétés insulaires.
Dans les années 1850, il poursuit son engagement à Madagascar, malgré des interdictions initiales. Il y mène des missions diplomatiques et religieuses jusqu'en 1865 avant de retourner en Angleterre, où il devient membre de la Royal Geographical Society.

## Biographie

### Jeunesse et formation
Né dans une famille ouvrière en 1794, il reçoit une instruction ordinaire et travaille d'abord comme jardinier et maraîcher. En 1814, il décide d'entrer dans les ordres et de devenir missionnaire. Durant cette année, il rencontre John Campbell qui revient d'Afrique du Sud.
Fin 1814, il est recommandé aux Directeurs de la London Missionary Society afin d'effectuer un stage de trois mois. Au cours de l'année 1815, il est éduqué par David Bogue (en) qui le prépare à devenir missionnaire. Le 6 novembre 1815, il est ordonné missionnaire et, trois jours plus tard, il épouse Mary Mercy Moor.

### Mission dans le Pacifique
Il est envoyé en 1816 dans le Pacifique avec John Williams. Il s'installe alors dans l'île de Moorea où il appréhende la langue locale et démontre des talents pour l'administration. Il y fait installer une presse à imprimer qui permet de produire les premiers abécédaires. Il s'intéresse également aux récits des autres missionnaires, au prix du marché océanien et aux méthodes sur lesquelles la mission locale pourrait s'appuyer pour récolter des fonds.

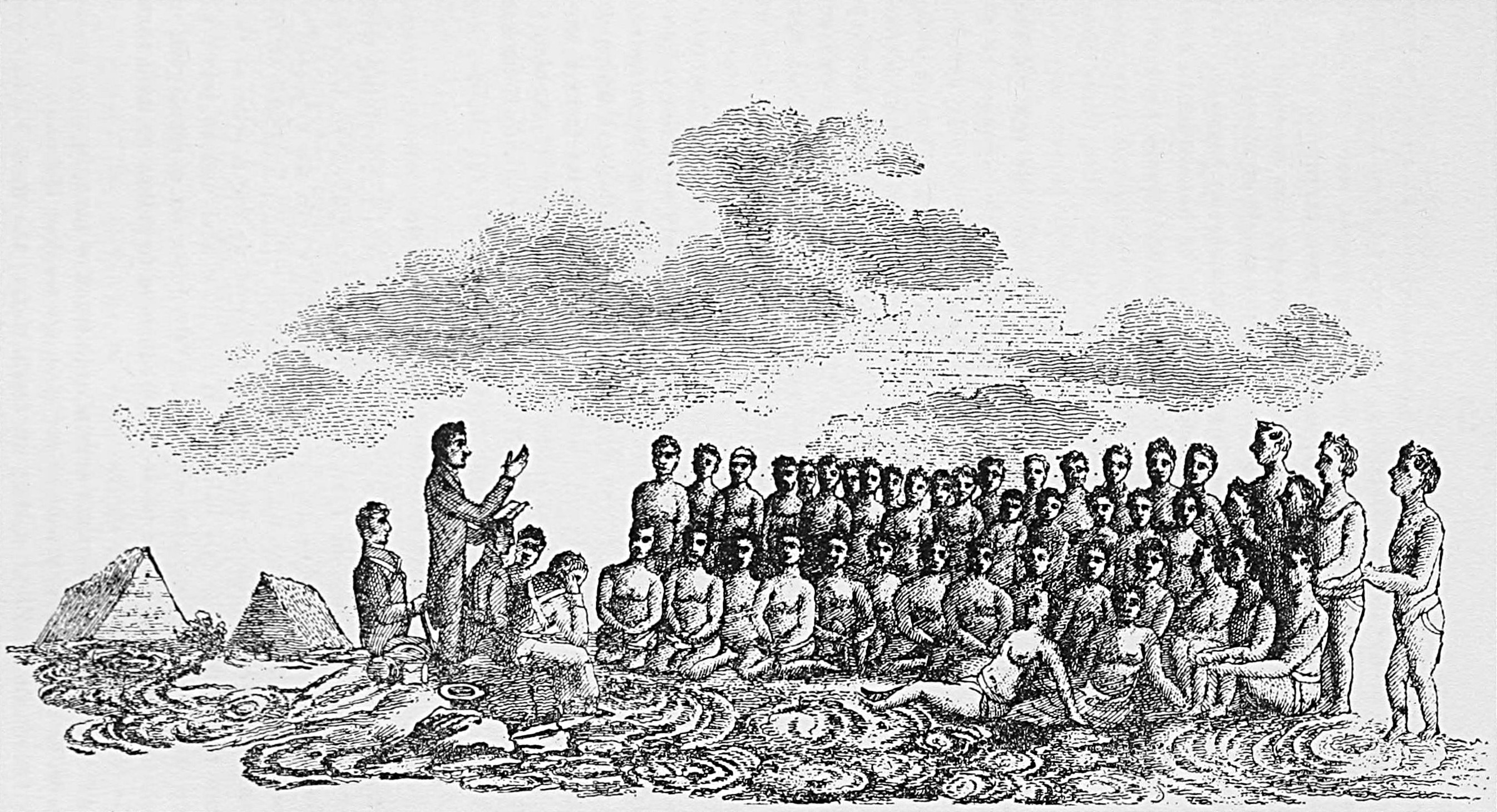
Gravure de William Ellis représentant une prêche sur le sol de Kokukano, Hawaï.

Par la suite, William Ellis se rend sur l'île de Huahine pour fonder une nouvelle église. Il y prononce son premier sermon en tahitien en 1818 et permet à une mission locale de se constituer sous le patronage des chefs de Huahine. William Ellis compose des hymnes en langue tahitienne pour ses fidèles et exécute des portraits. Cependant, sa principale contribution concerne l'église et l'administration des îles ayant gardé leur indépendance vis-à-vis de Pōmare II à Tahiti.

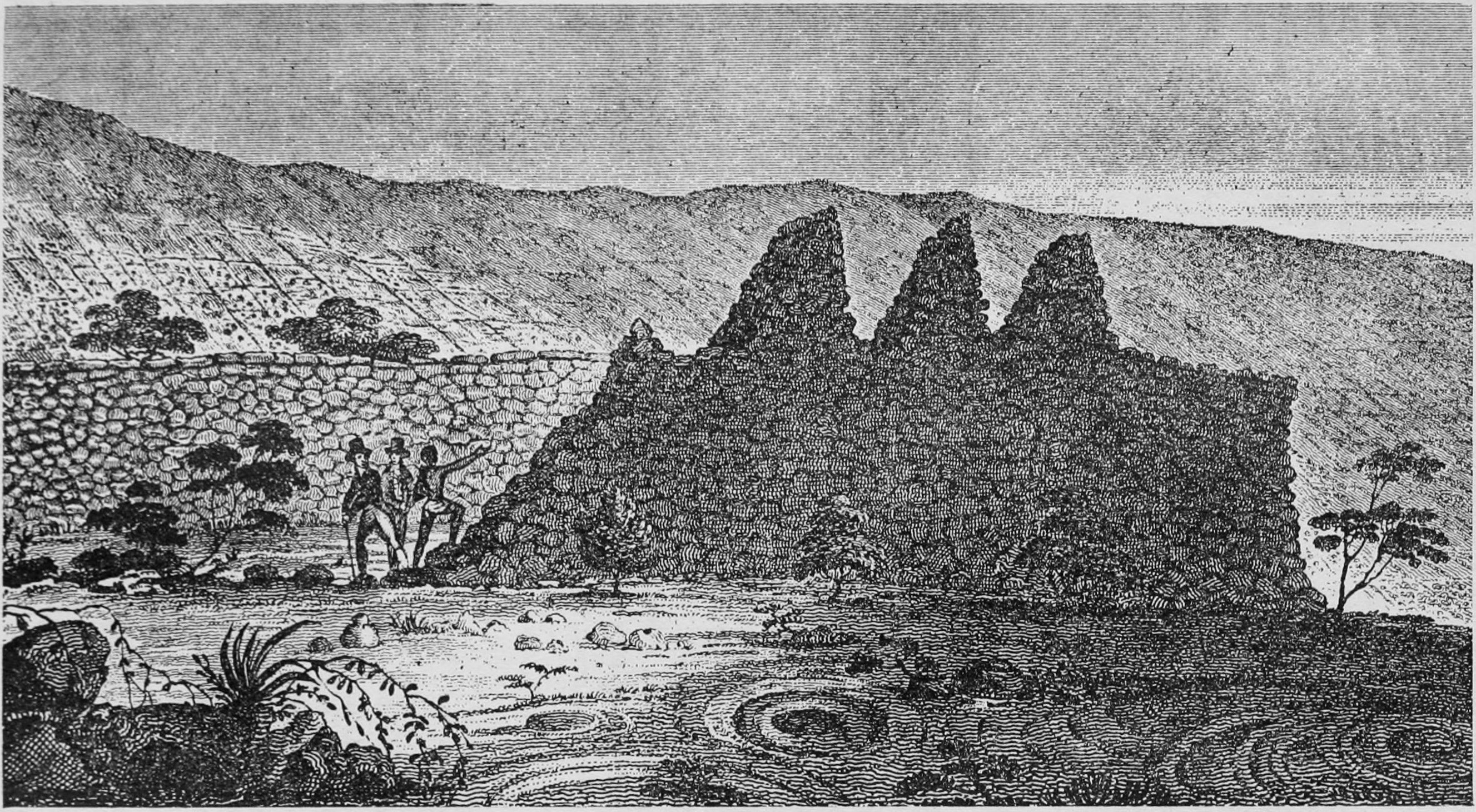
Gravure de William Ellis d'une ruine de fortification à Kairua.

En 1820, il aide les chefs locaux à se doter d'un code de loi similaire au code Pomaré, contribuant ainsi à établir une communauté religieuse indépendante fondée sur des structures locales et des textes légaux.

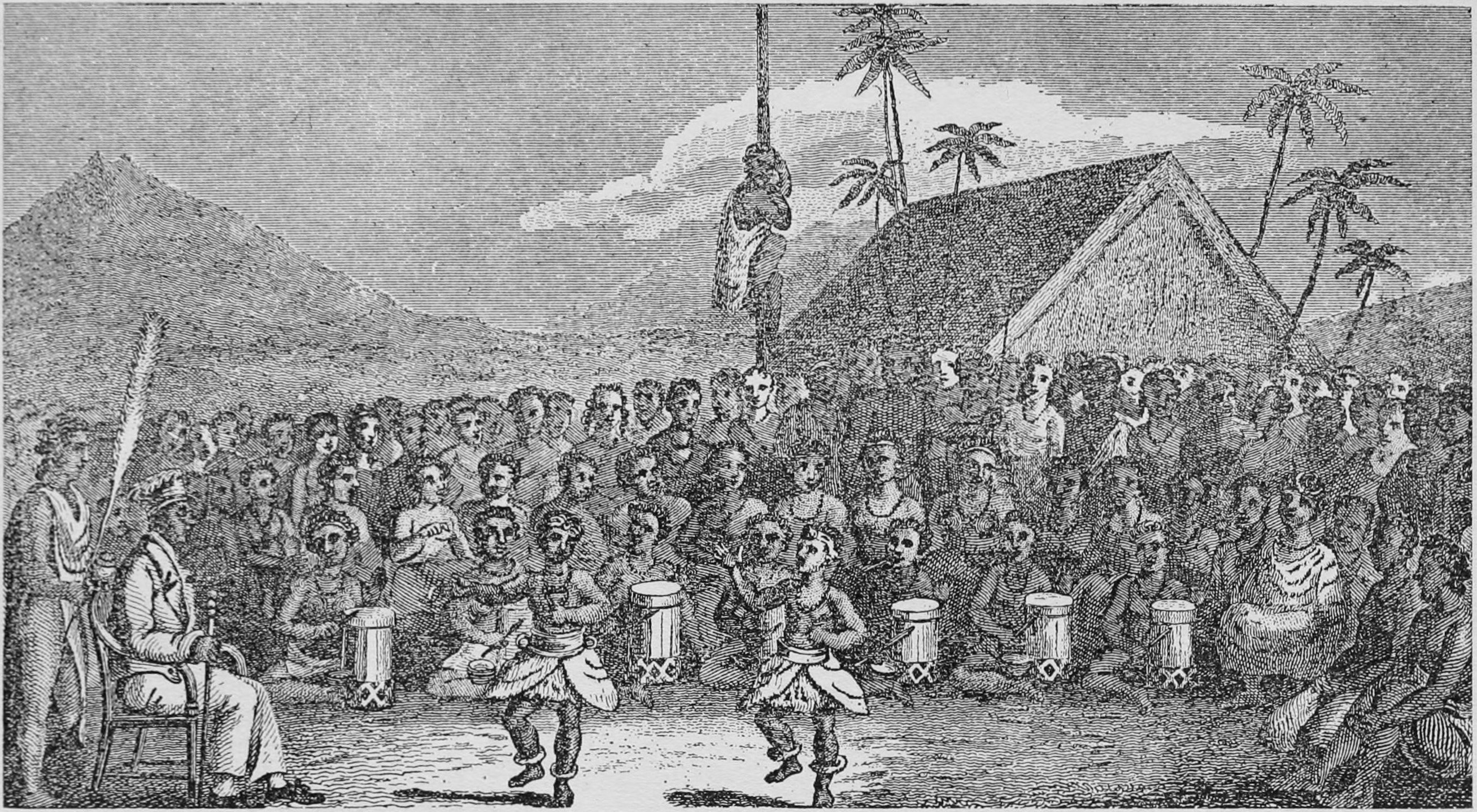
Danses traditionnelles effectuées en présence du gouverneur de Kairua, gravure de William Ellis.

En 1822, William Ellis et quelques compagnons rejoignent le Mermaid de la Royal Navy afin de se rendre aux Îles Marquises, cependant le bateau atteint d'abord Oahu. Ils sont chaleureusement accueillis par les missionnaires américains qui y sont installés, surtout qu'aucun d'entre eux ne maitrise l'hawaïen. William propose quelques exemplaires religieux traduits en tahitien qui sont rapidement adoptés par des aristocrates hawaïens. Grâce à ses compagnons polynésiens, William Ellis effectue une prêche en langue locale.
Les dernières années qu'il passe dans le Pacifique sont particulièrement remplies puisqu'il participe à la production de 2500 exemplaires du premier abécédaire hawaïen. Il affermit les missions à Huahine et à Hawaï et contribue au retranscription du tahitien et de l'hawaïen, permettant de fixer ces langues. Il sert également d'intermédiaire semblable à un diplomate entre le Royaume d'Hawaï et le gouvernement britannique. Il participe également à des expéditions et explorations des îles en 1823, rédigeant un compte rendu géographique et ethnologique d'Oahu, notamment sur la découverte du Kilauea.

### Retour en Angleterre

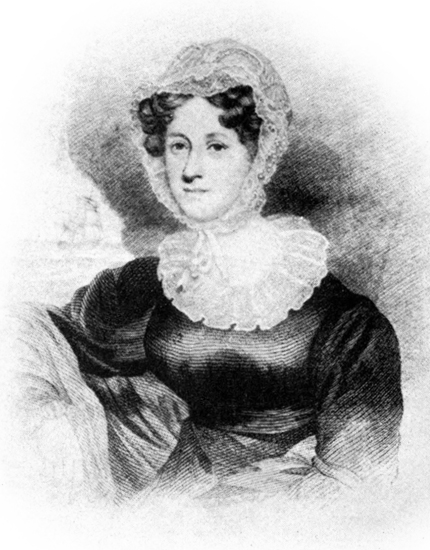
Sa femme, Mary Ellis, 1836.

En 1824, son épouse gravement malade le pousse à mettre fin à sa mission. Il rejoint les États-Unis et atteint finalement l'Angleterre en août 1825. La London Missionary Society lui demande alors de prêcher en Angleterre, en Irlande et en Écosse. Cependant, il garde de nombreux contacts avec les missionnaires occupés dans le Pacifique et travaille à la rédaction de Polynesian researches. Il doit faire une croix sur son désir d'y retourner avec l'aggravation de l'état de santé de son épouse.
En parallèle, il est nommé secrétaire adjoint aux affaires étrangères de la London Missionary Society en 1830, puis secrétaire principal aux affaires étrangères en 1832. Il occupe ce poste pendant sept ans. Son épouse meurt le 11 janvier 1835. Il se remarie en 1837 avec Sarah Stickney, jeune écrivain quaker,. Avec sa nouvelle femme, il étudie l'ethnographie et la géographie de Madagascar.
Les directeurs de la London Missionary Society lui demandent de rédiger une publication sur ces études en 1838 (Histoire de Madagascar). Cependant, il quitte ses fonctions en raison de santé en 1840 et déménage à Hoddesdon où il devient pasteur de son église congrégationaliste en 1847.

### Mission à Madagascar

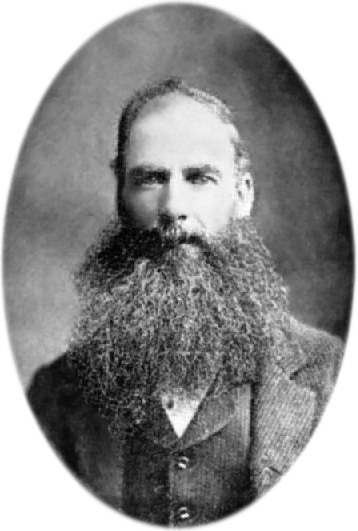
Photographie tardive de William Ellis.

Après avoir retrouvé la santé, il accepte une nouvelle mission de la London Missionary Society. En 1853, il est envoyé à Madagascar comme émissaire officiel. Il demande l'aide de Roger Fenton pour apprendre la photographie et fait l'acquisition de matériel nécessaire afin d'effectuer un reportage photographique sur place.
Une fois arrivé sur place, l'entrée de l'île lui est interdite. Il séjourne temporairement sur l'Île Maurice. Sa seconde tentative d'entrée sur l'île se solde également par un échec, mais lors de la troisième tentative en 1856, il est autorisé à faire un séjour d'un mois. Lors de sa quatrième tentative en 1862, il obtient une autorisation permanente.
À son retour à Wisbech en 1867, il donne une conférence sur Madagascar dans la salle de conférence du Wisbech Public Hall. Il est nommé fellow de la Royal Geographical Society et conserve, jusqu'à sa mort, sa fonction de membre du Bureau des Directeurs de la London Missionary Society.

### Mort et postérité
William Ellis tombe malade et meurt le 9 juin 1872 à Londres. Sa femme meurt sept jours plus tard. Il est enterré dans le cimetière d'Abney Park à Londres. Une biographie écrite par son fils John Ellis et Henry Allon est publiée peu après sa mort.
Après sa mort, un autre membre du Wisbech Working Men's Institute, Samuel Smith (en), imprime certaines de ses photographies. Un portrait à l'huile d'Ellis ainsi que des objets et costumes issus des expéditions de William Ellis sont exposés au Wisbech & Fenland Museum (en).

## Œuvres
- William Ellis, A Journal of a Tour around Hawaii, the Largest of the Sandwich Islands, Crocker and Brewster, New York, republished 2004, Mutual Publishing, Honolulu, 1823 (ISBN 1-56647-605-4, lire en ligne)
- William Ellis, Polynesian Researches, During a Residence of Nearly Six Years in the South Sea Islands, Volume 1, Fisher, Son & Jackson, 1829 (lire en ligne)
- William Ellis, Polynesian researches, during a residence of nearly six years in the South Sea Islands, Volume 2, Fisher, Son & Jackson, 1829 (lire en ligne)
- William Ellis, Polynesian researches during a residence of nearly eight years in the Society and Sandwich Islands Volume 3, Second, 1832 (lire en ligne)
- Rev C S Stewart's Visit to the South Seas during the years 1829-30, Fisher, Son & Jackson, 1832
- The Christian Keepsake and Missionary Annual, Fisher, Son & Co, 1836
- William Ellis, Memoir of Mrs. Mary Mercy Ellis, American, 1836 (lire en ligne)
- William Ellis, Three visits to Madagascar during the years 1853-1854-1856, Harper, 1859 (lire en ligne)
- William Ellis, The American mission in the Sandwich islands: a vindication and an appeal, in relation to the proceedings of the Reformed Catholic Mission at Honolulu, HM Whitney, 1866 (lire en ligne)
- William Ellis, Madagascar revisited, describing the events of a new reign and the revolution which followed, John Murray, 1867 (ISBN 0-548-22734-9, lire en ligne)
- William Ellis, The martyr church: a narrative of the introduction, progress, and triumph of Christianity in Madagascar, J. Snow, 1870 (ISBN 0-8370-0407-1, lire en ligne)

## Galerie

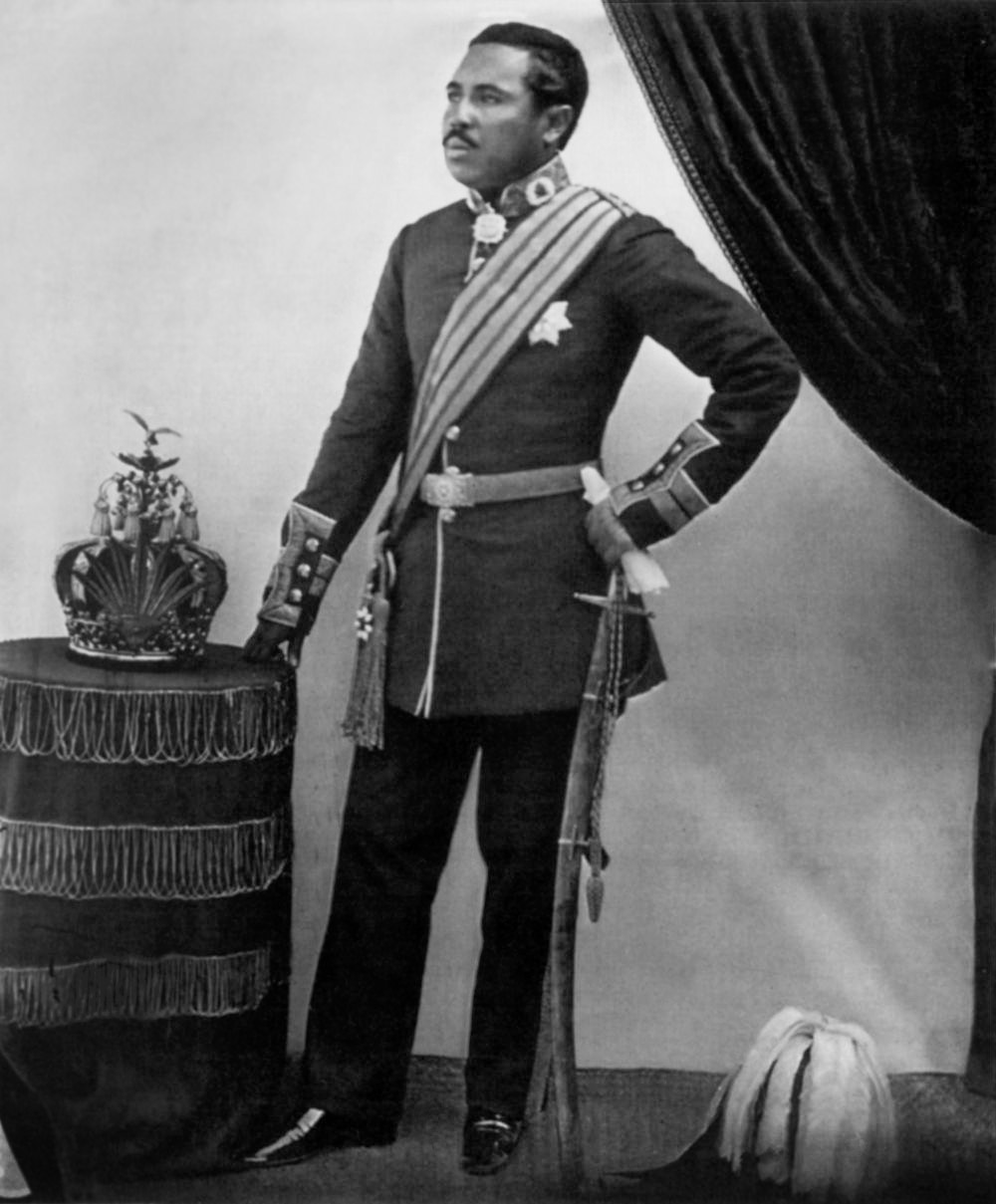
Radama II, roi Madagascar, avec la couronne de Ranavalona Ire, 1861.
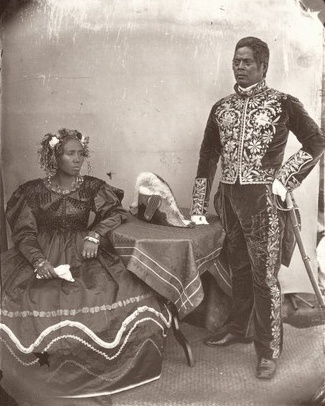
Rainitomponiera et son épouse Razaimanana, 1862-1865.
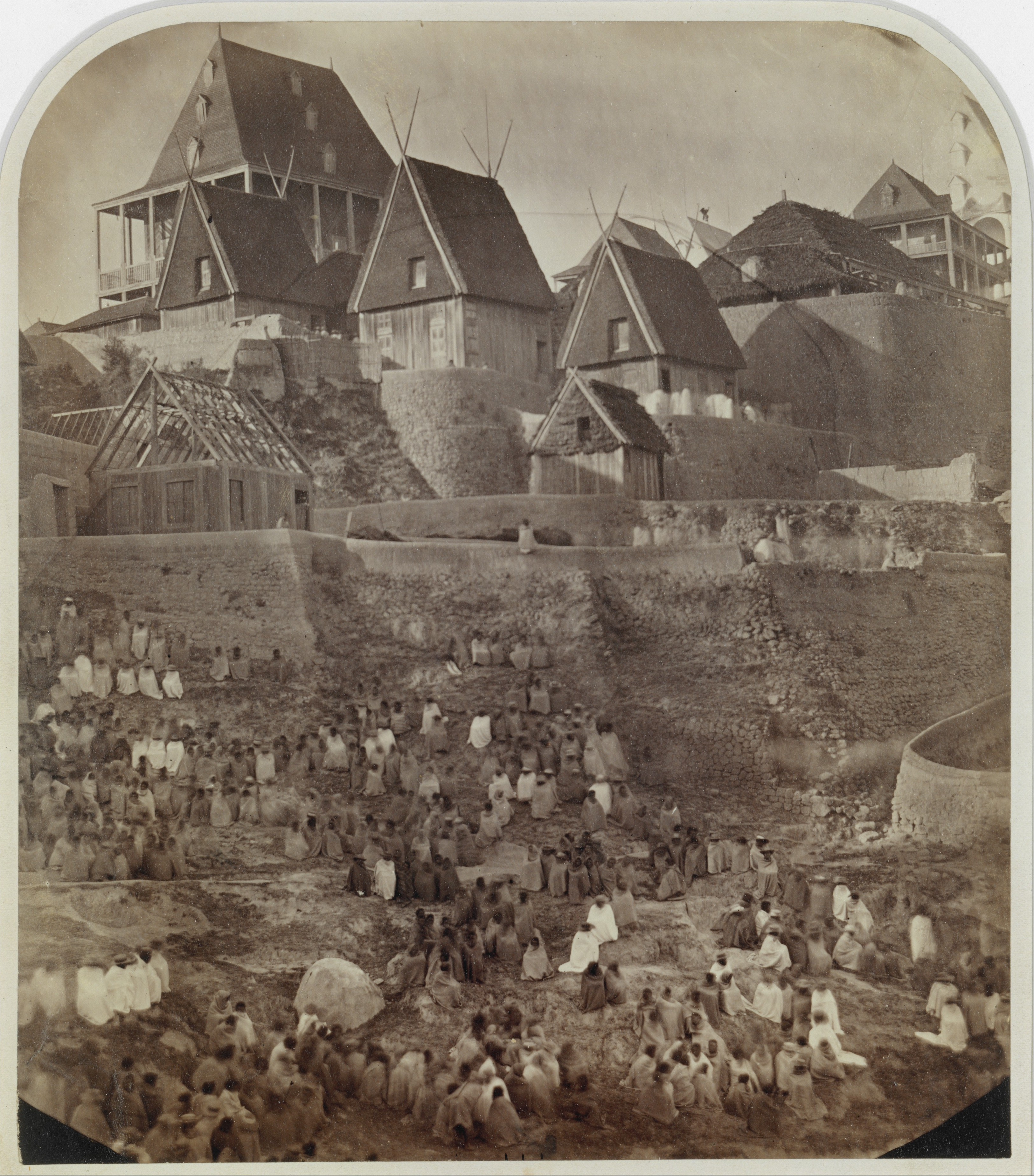
Vue d'Antsahatsiroa à Madagascar, 1862-1865.
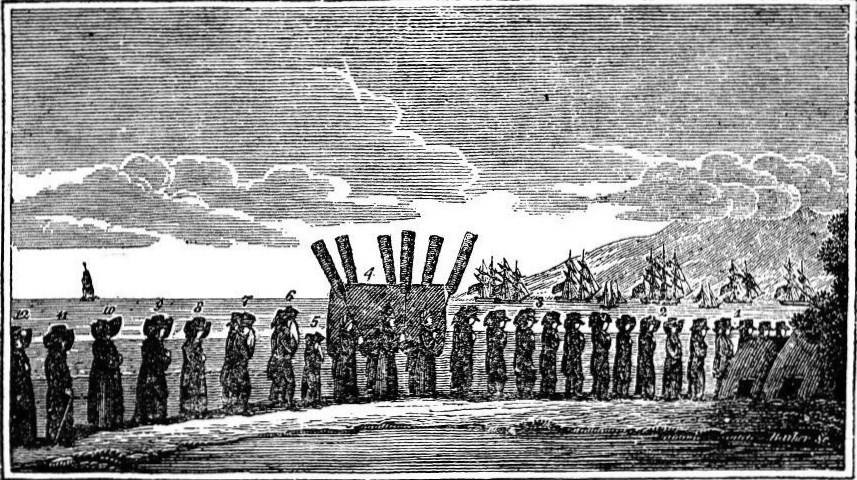
Gravure des funérailles de Keōpūolani, reine baptisée par William Ellis sur son lit de mort.
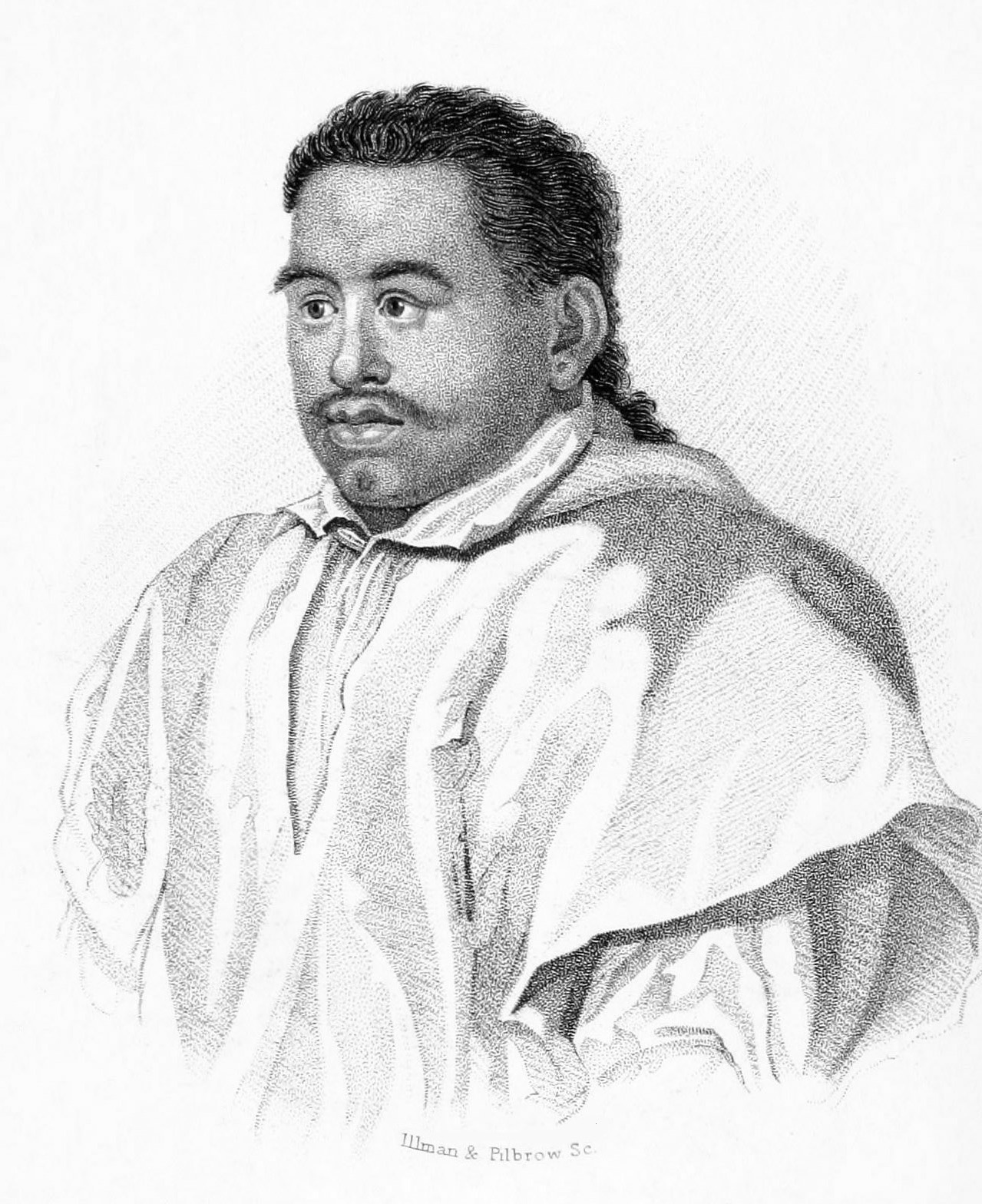
Représentation de Pōmare II dans l'ouvrage de William Ellis.